# Camponotus maculatus
Camponotus maculatus är en myrart som först beskrevs av Fabricius 1782.  Camponotus maculatus ingår i släktet hästmyror, och familjen myror.

## Underarter
Arten delas in i följande underarter:
- C. m. foveolatus
- C. m. humilior
- C. m. maculatus
- C. m. obfuscatus
- C. m. strangulatus
- C. m. subnudus
- C. m. sylvaticomaculatus
- C. m. ugandensis

## Bildgalleri

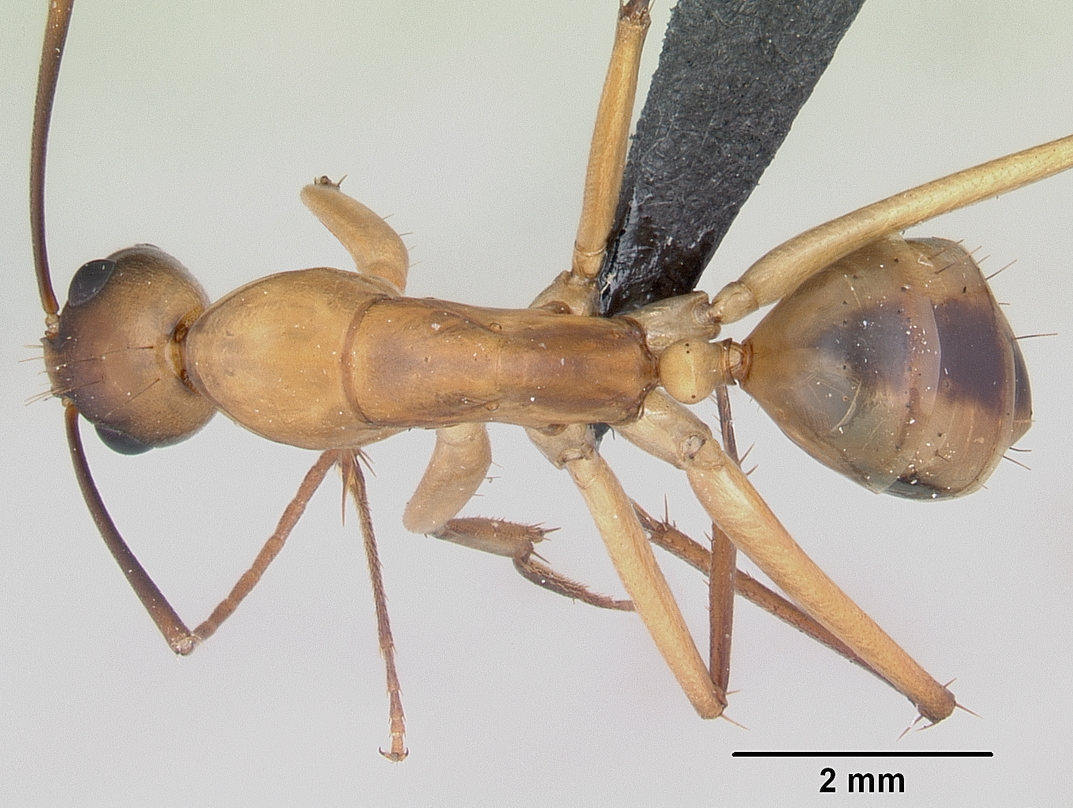
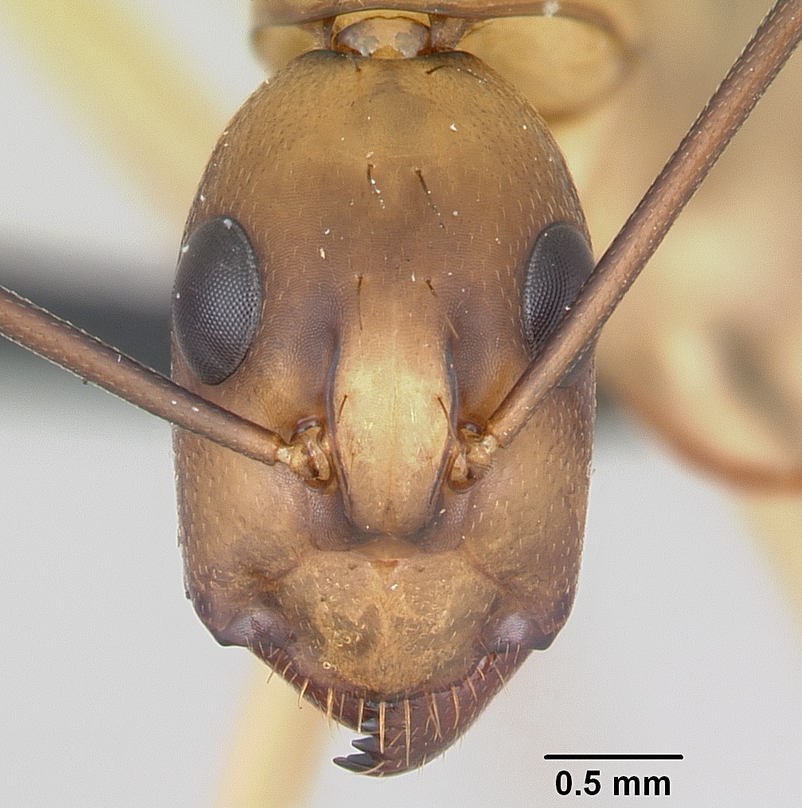
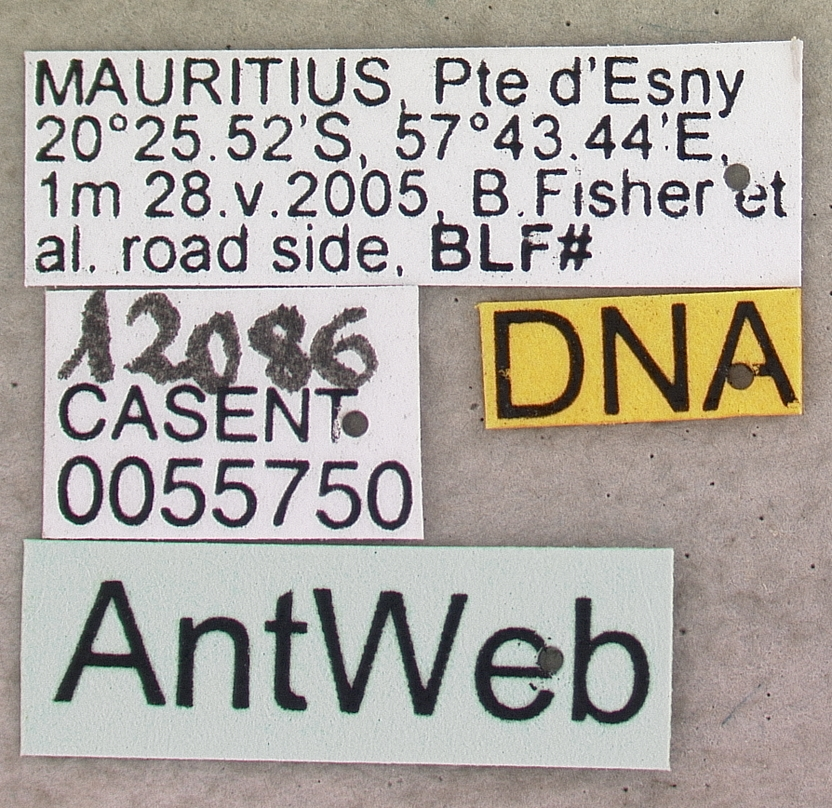
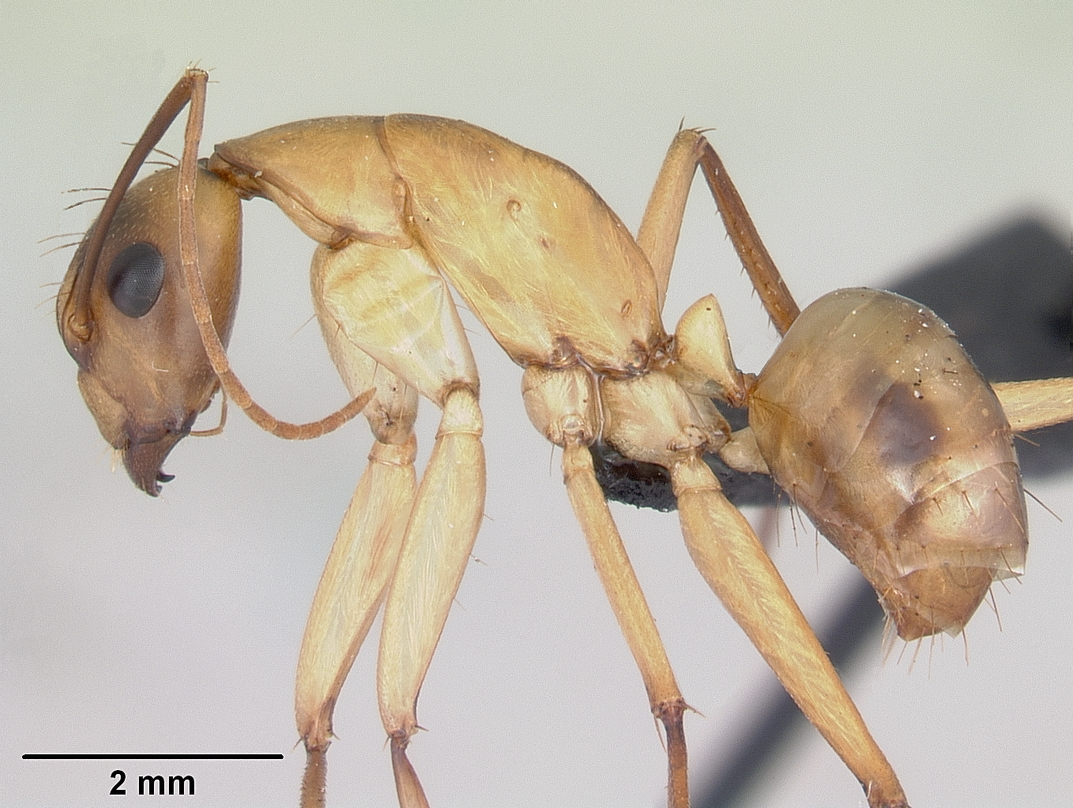
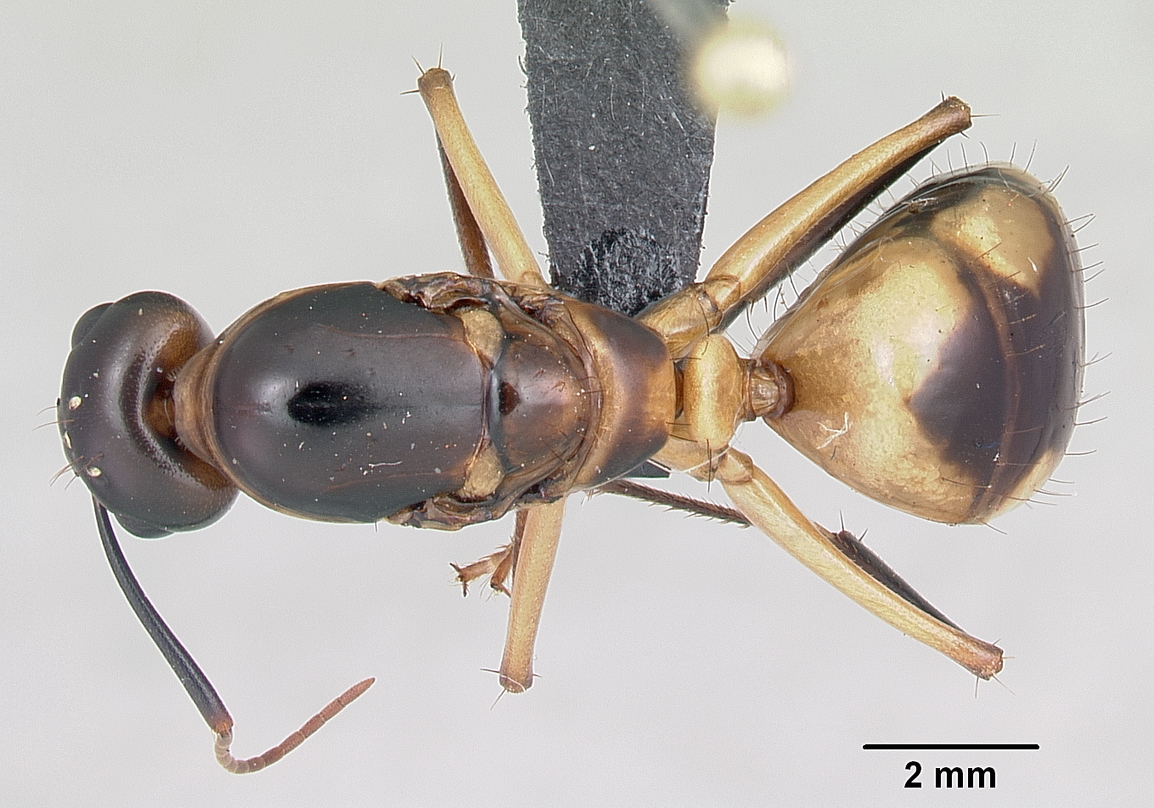
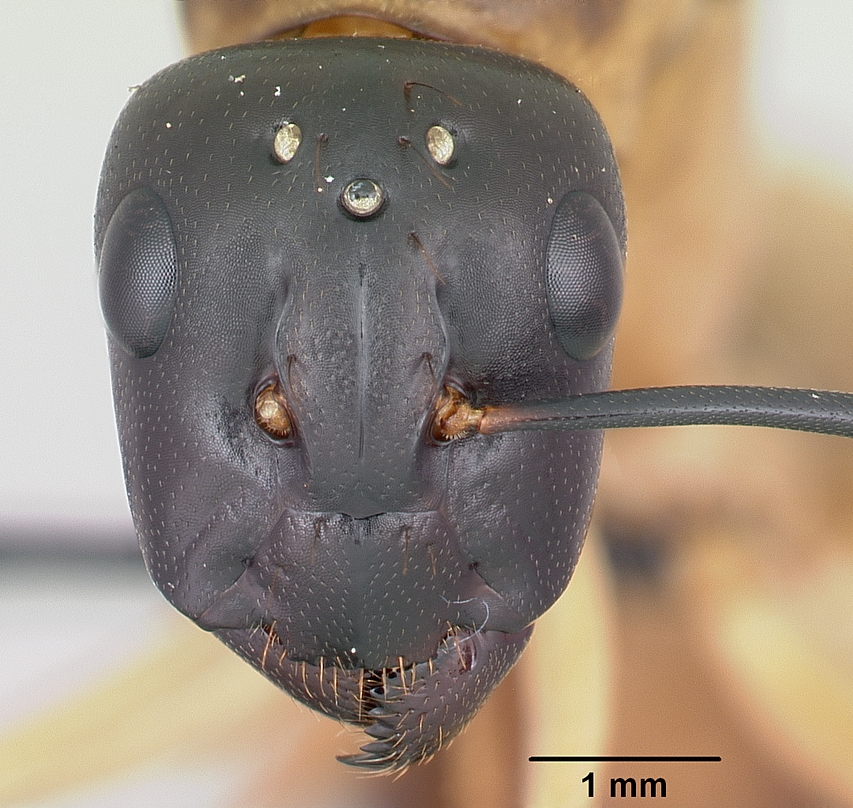